# Mesenich
Mesenich an der Mosel ist ein Weinort im Landkreis Cochem-Zell in Rheinland-Pfalz. Die Ortsgemeinde gehört der Verbandsgemeinde Cochem an.

## Geographie

### Geographische Lage
Mesenich liegt sechs Kilometer südlich der Stadt Cochem am Unterlauf und im Tal der Mosel. Dieses weitet sich hier auf höchstens 500 Meter auf, die Mesenich gegenüber liegenden steilen Prallhänge erheben sich mehr als 200 Meter über den Fluss. Naturräumlich lässt sich der im Moseltal gelegene Westen des zur Hälfte bewaldeten Gemeindegebiets dem Cochener Krampen zuordnen, das östlich davon liegende Gebiet dem Nordöstlichen Moselhunsrück.

### Nachbargemeinden
Mesenich grenzt (im Uhrzeigersinn) an die Ortsgemeinden Ellenz-Poltersdorf (Berührungspunkt), Briedern und Senheim.

## Geschichte
Der Ort wurde um 1050 erstmals im Zusammenhang mit einer Schenkung der Königin Polens Richeza an die Benediktiner-Abtei Brauweiler urkundlich erwähnt. Damals erhielt Mesenich seine erste Kapelle, die am 18. November 1088 vom Trierer Erzbischof Egilbert von Ortenburg dem Patron des Klosters, dem hl. Nikolaus, geweiht wurde. Der spätbarock-klassizistische Brauweiler Hof diente bis Ende des 18. Jahrhunderts auch als Zehnthof. Nach der Besetzung des linken Rheinufers 1794 durch französische Revolutionstruppen wurde der Klosterbesitz 1802 verkauft. 1815 wurde der Ort auf dem Wiener Kongress dem Königreich Preußen zugeordnet. Seit 1946 ist der Ort Teil des damals neu gebildeten Landes Rheinland-Pfalz.

## Politik

### Gemeinderat

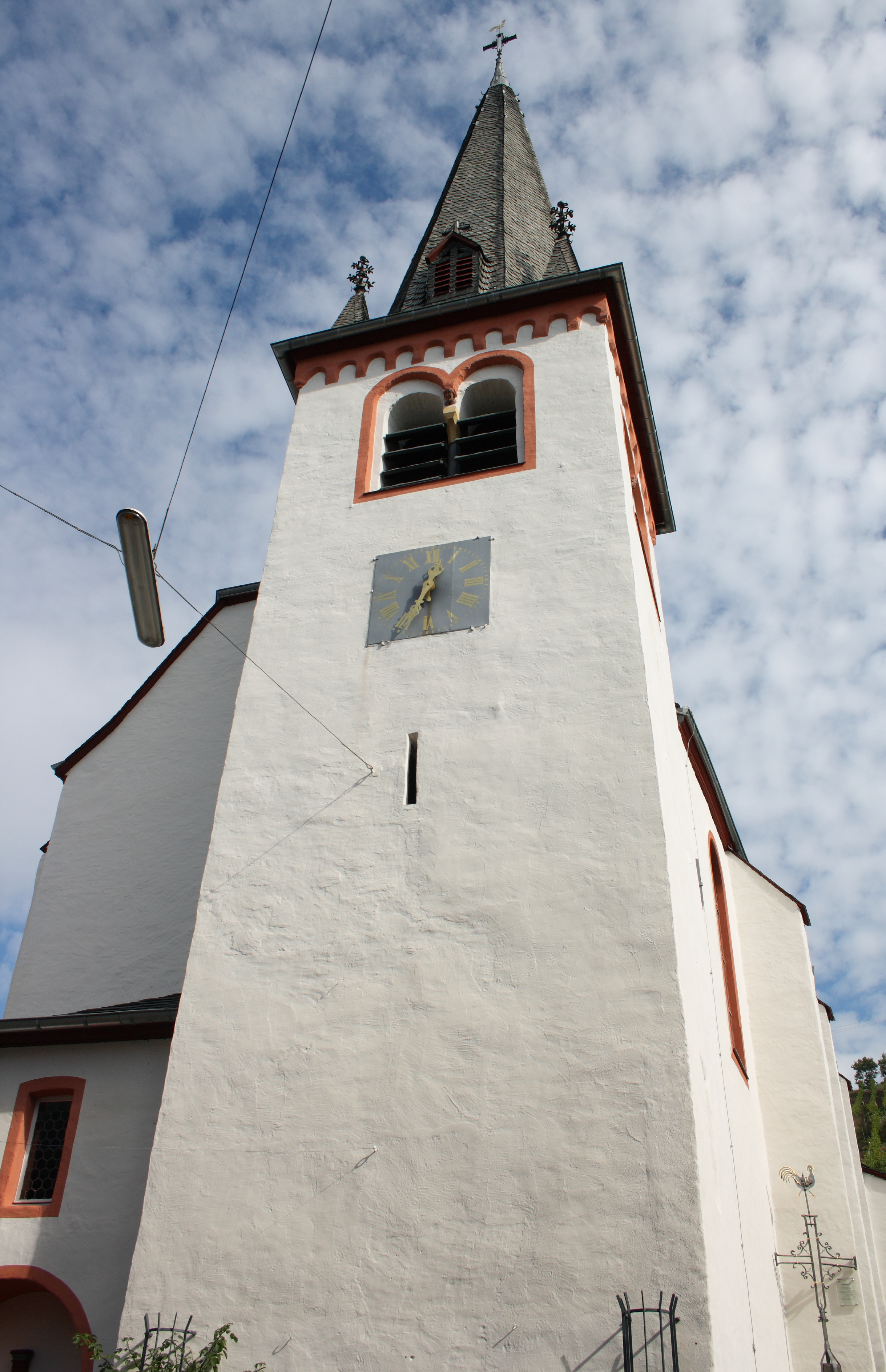
Pfarrkirche St. Nikolaus

Der Gemeinderat in Mesenich besteht aus sechs Ratsmitgliedern, die bei der Kommunalwahl am 9. Juni 2024 in einer Mehrheitswahl gewählt wurden, und dem ehrenamtlichen Ortsbürgermeister als Vorsitzendem.

### Bürgermeister
Wolfgang Lenartz wurde am 9. Juli 2024 Ortsbürgermeister von Mesenich. Bei der Direktwahl am 9. Juni 2024 war er als einziger Bewerber mit einem Stimmenanteil von 59,6 % gewählt worden.
Der Vorgänger von Wolfgang Lenartz, Peter Serwazi, hatte das Amt am 23. Juli 2019 übernommen. Frühere Ortsbürgermeister waren seit 2014 Peter Haase und zuvor Ute Arens, die das Amt zehn Jahre ausübte.

### Wappen
| Wappen von Mesenich | Blasonierung: „In Blau ein nach halbrechts gewandter goldener Bischof mit Mitra und Krummstab mit linksgewandter Schnecke in der Linken, seine rechte Hand einen schwebenden, silbernen Anker segnend, zu seinen Füßen ein silbernes Schildchen, darin ein roter Adler, einen schräglinken wachsenden goldenen Bischofsstab belegend.“ |
| Wappen von Mesenich | Wappenbegründung: Der Bischof ist der hl. Nikolaus, der gesegnete Anker weist auf die Mesenicher Schiffer und Schiffsbauer hin. Das kleine Wappen zu seinen Füßen ist das Wappen der Abtei Brauweiler, die in Mesenich Grund-, Lehns- und Gerichtsherr war. Das Staatsarchiv Koblenz hatte am 23. Januar 1952 das Wappen gutgeheißen, die Genehmigung wurde am 7. März 1952 vom rheinland-pfälzischen Ministerium des Inneren erteilt. Der Wappenentwurf stammt von Hanns Gutensohn, Koblenz. |

## Sehenswürdigkeiten
- Kirche mit romanischem Kirchturm und barockem Langhaus
- Brauweiler Hof

Siehe auch: Liste der Kulturdenkmäler in Mesenich

## Persönlichkeiten
- Werner Lenartz (1902–1965), Buchautor, Hochschullehrer und Oberregierungsrat